# Salvador Soliva
Salvador Soliva Ruscalleda (Tordera, 7 de abril de 1854-Barcelona, diciembre de 1901) fue un militar y conspirador carlista español.

## Biografía
Salvador Soliva y Ruscalleda nació en Tordera (Barcelona). Era hijo de Salvador Soliva Roda y de Luisa Ruscalleda.

### Tercera guerra carlista

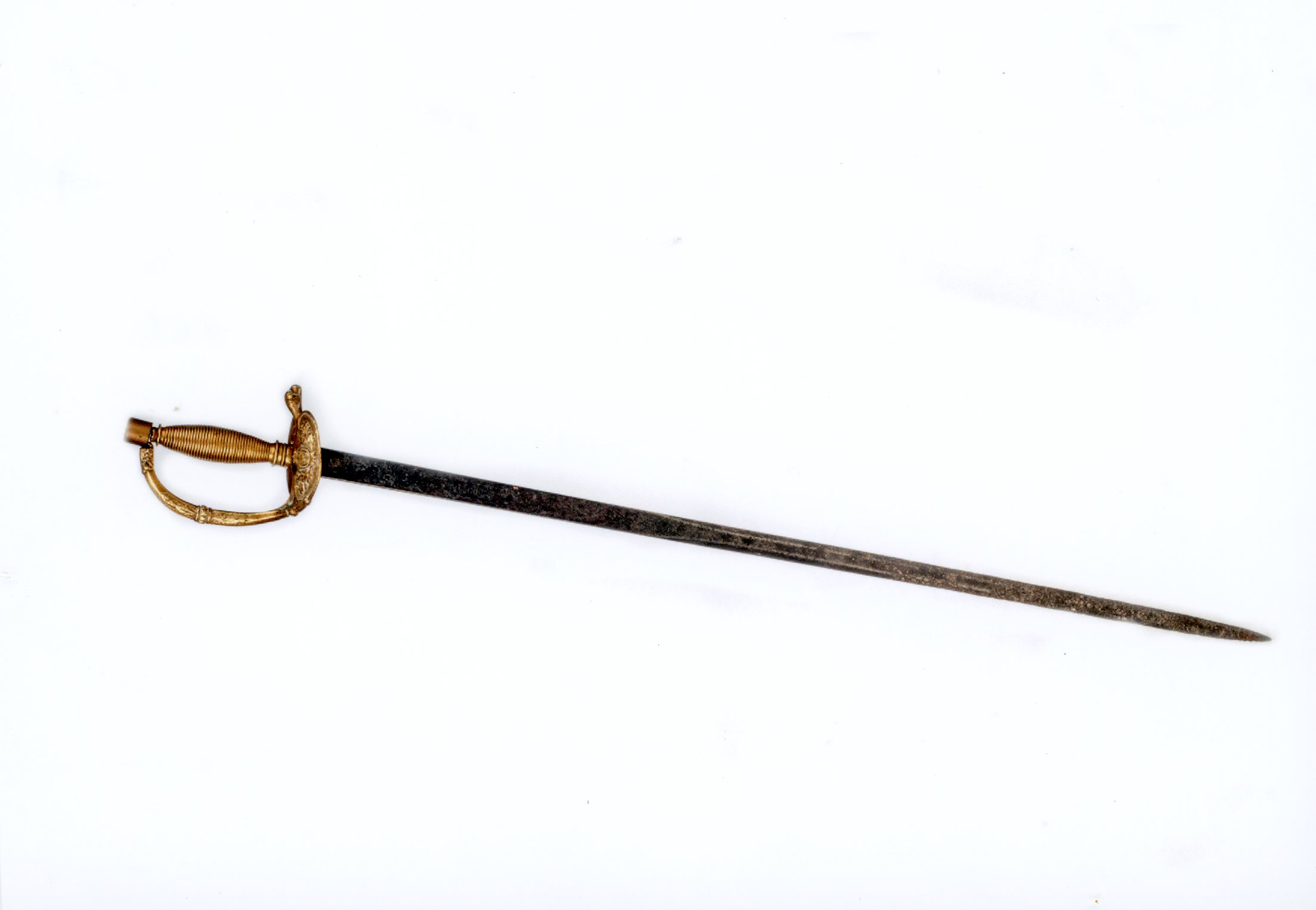
Sable que perteneció Salvador Soliva. Procedencia: Fondo Torrellas-Dausà.

En mayo de 1872, junto con su padre, mandó en su localidad natal una partida carlista de 70 hombres, con los que desde Tordera entró en San Celoni el 13 de mayo. Después de pasar por Anglés, el 12 de julio llegó a San Feliú de Pallarols.
La noche del 27 de enero de 1874 el comandante Soliva atacó, por orden de Savalls, con dos compañías del 1er batallón de Gerona y 50 caballos, a una fuerza de 40 voluntarios republicanos en Santa Cristina de Aro (Gerona), que se refugiaron en la iglesia. Sus enemigos escaparon por una ventana, pero dejaron sus armas, recogiendo las fuerzas de Soliva 41 fusiles, municiones y una carga de granadas de mano. Soliva fue a descansar el 28 en Tosa y el 29 en Lloret de Mar. Posteriormente supo que una columna liberal salía de Blanes, por lo que los carlistas salieron a su encuentro y las tropas republicanas se vieron forzadas a refugiarse en la ciudad.
El 21 de marzo entró con el general Savalls en Santa Coloma de Farnés, apoderándose de dos piezas de artillería y de las armas de los voluntarios liberales. Entró en Llagostera, que había quedado sin tropas al aproximarse los carlistas.
Terminada la guerra carlista, Soliva trabajó de dependiente en el Banco de Barcelona. En 1896 era vocal del círculo tradicionalista de Barcelona. Tras separarse del mismo, el siguiente año presidió el círculo Pelayo, sociedad carlista integrada, según José de España, por carlistas «de carácter violento y por mas desgracia sin educación», y enfrentada al círculo tradicionalista de Barcelona que presidía el duque de Solferino.

### Alzamiento de 1900

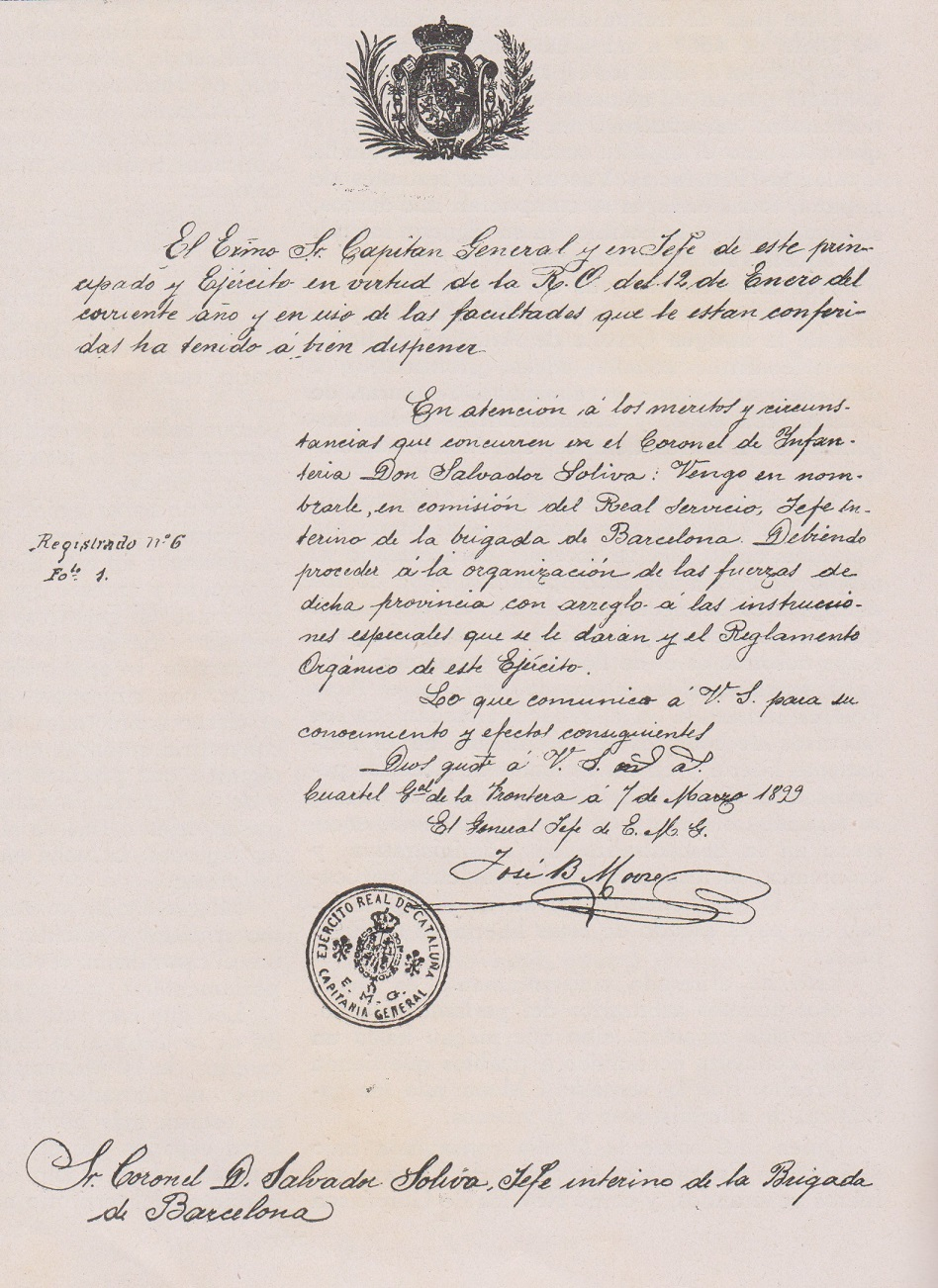
Nombramiento de Salvador Soliva como Jefe carlista de la Brigada de Barcelona por José B. Moore

Durante los preparativos para un nuevo levantamiento carlista tras la pérdida de Cuba y Filipinas, en marzo de 1899 el general Moore nombró al coronel Soliva jefe interino de la Brigada de Barcelona. En una reunión que mantuvieron ambos en Perpiñán, habrían acordado el alzamiento para el 4 de junio de 1900, considerando que sería beneficioso para la causa carlista hacer fracasar el empréstito proyectado por el ministro de Hacienda Raimundo Fernández Villaverde.
Al no llegar la orden de alzamiento de la máxima instancia, Soliva y otros jefes carlistas, viendo que se estaba dejando pasar la ocasión más propicia para la insurrección tras el desastre colonial, planearon el levantamiento sin la orden de Don Carlos, a quien consideraban que retenía su esposa Doña Berta. En mayo de 1900 un grupo de carlistas liderado por Joaquín de Bolós visitaron al pretendiente en Venecia con una comunicación de Soliva. El secretario de Don Carlos, Francisco Martín Melgar, les manifestó en ese momento que Don Carlos jamás daría la orden de alzamiento. José Muntadas afirmó entonces que si durante todo el mes de agosto el rey no había dado la orden, se haría el movimiento «sin orden y por encima del rey». Se anunció que el alzamiento sería del 5 al 15 de septiembre, por lo que Soliva siguió sus trabajos entre los jefes comprometidos.
Soliva se reunió en Madrid con Vázquez de Mella y el brigadier Gómez Solana. Aunque el segundo le transmitió que no había logrado apoyos en San Sebastián, Soliva continuó la conspiración. Después estuvo en Zaragoza con el general Cavero y en Valencia con los excombatientes Santiago Jorcano (director de El Regional), Lorenzo Traver y otros.
A pesar de la resistencia que puso el general Moore, la actividad de Soliva en favor de la insurrección fue enorme. Soliva escribió a Moore pidiéndole una cita con él en Perpiñán para el día 28 de octubre, a la que también acudirían Ramos Izquierdo, Jorcano y Traver, de Valencia, y Franco, de Zaragoza, que habían llegado a Barcelona. Sin embargo, el día 13 Moore había hecho circular una nota comunicando a las jefaturas carlistas que sería destituido de empleo y cargo quien se alzara sin orden suya.
El 24 de octubre de 1900 Moore llamó al brigadier Manuel Puigvert y al intendente Juan Puigvert para que disuadiesen a Soliva, quien sin embargo ya había dado la orden de levantamiento para el 28 de octubre. En Navarra Soliva estaba de acuerdo con el antiguo jefe de una partida, Gregorio Ucar «Bartolillo», pero no fue secundado.
Tras el fracaso de la insurrección, Soliva fue condenado por las autoridades y posteriormente indultado. Los que habían participado en el levantamiento fueron además declarados traidores por Don Carlos. En 1901 Juan María Roma fue a Venecia para reivindicar ante el pretendiente su lealtad carlista y la del coronel Soliva, quien falleció poco después. Afirmaban que solo les había movido la lealtad a su rey desterrado y, según Melchor Ferrer, Don Carlos rectificaría su apreciación de los sucesos, perdonando a los implicados.
De acuerdo con la memoria que presentaría el propio Soliva a Don Carlos, Moore habría estado en contacto con un agente de Bolsa para obtener un beneficio económico de la sublevación y habría provocado el fracaso de la misma. En 1904 el Padre Corbató y Juan Bardina, expulsados del carlismo, editaron con numerosas anotaciones la memoria que Soliva, desencantado con Moore y Don Carlos, habría decidido hacer pública poco antes de morir.

## Obras
- Los Carlistas, los Bolsistas y «La Patria» (1901)
- Memoria póstuma del General D. Salvador Soliva (1904)